# 贝蒂·古柏
伊麗莎白·貝蒂·古柏是美国畅销漫画《阿奇漫画》（Archie Comics）的主要角色之一，由鲍伯·蒙塔那于1941年12月所创造，她的第一次出现是在第22期的《Pep Comics》。贝蒂曾被列为100个最性感的漫画女主角之一。

## 角色简介
伊丽莎白·贝蒂·古柏（Elizabeth "Betty" Cooper）是哈尔·古柏（Hal Cooper）与爱丽丝·古柏（Alice Cooper）的女儿，她有一个哥哥和一个姐姐，但长大后均移民去美国，(哥哥移民去纽约，姐姐则移民去San Francisco),她是个善良、漂亮、聪明、甜美且顽皮的女孩，她有亚麻色的长发和蓝色的眼睛。
贝蒂是阿奇乐团(The Archies)的成员之一,在乐团裡，她负责演奏铃鼓，此外，她也演奏过其他乐器，例如：吉他、五弦琴、键盘乐器、萨克斯管、大提琴和手鼓（bongos）。

## 兴趣与爱好
贝蒂的兴趣包括体育（例如：棒球）、音乐、下厨、和打扮。此外，她也非常喜欢小动物和小孩子。